# Josep Narcís Roca i Farreras
Josep Narcís Roca i Farreras (Barcelona, 1834-1891) fue un político español de tendencia republicana, federalista y catalanista, considerado como el primer político independentista catalán. También fue uno de los primeros catalanistas en definir a Cataluña como una nación.
Estudió Medicina en Madrid y fue miembro de honor del Colegio de Farmacéuticos de Barcelona.
Destacó por su actividad periodística en la que intentó actuar, según Angel Smith, «como un puente entre los republicanos federales y las opciones catalanistas», con el objetivo de «construir un movimiento catalanista de izquierdas enraizado en las "clases populares"», pero no consiguió su objetivo —«la mayoría de sus colegas republicanos continuaron poniendo su fe en un movimiento más amplio de ámbito español»—. Escribió para el diario El Diluvio, para la revista La Renaixença y ocasionalmente para la prensa federalista. Entre 1885 y su muerte en 1891 colaboró regularmente en el periódico catalanista radical L'Arch de Sant Martí.
El primer artículo donde apareció claramente su propuesta de que Cataluña tuviera un Estado propio fue publicado en 1886 con el significativo título de Ni espanyols ni francesos (‘Ni españoles ni franceses’), lo que le valió que se dictara contra él una orden de prisión. El objetivo de Roca i Farreras era que Cataluña se convirtiera en el «Portugal de Levante» y uno de sus modelos era el nacionalismo irlandés ―de hecho Roca i Farreras fue el primer firmante del Missatge d’Adhesió al Poble Irlandés (‘Mensaje de Adhesión al Pueblo Irlandés’) que iba dirigido al líder del movimiento Charles Stewart Parnell―. «Un dia nostras barras catalanas resplandissen solas, sens lleons, castells, cadenas, ni magranas’» (‘Un día nuestras barras catalanas resplandecerán solas, sin leones, castillos, cadenas, ni granadas’), escribió en clara alusión al escudo de España.